# Jerzy Tofiluk
Jerzy Tofiluk (ur. 20 listopada 1957 w Szczecinku) – duchowny prawosławny, mitrat, profesor nadzwyczajny Chrześcijańskiej Akademii Teologicznej w Warszawie, rektor Prawosławnego Seminarium Duchownego w Warszawie.

## Życiorys
W 1978 ukończył Prawosławne Seminarium Duchowne, a w 1981 studia magisterskie w Chrześcijańskiej Akademii Teologicznej w Warszawie. 27 września 1981 przyjął święcenia kapłańskie z rąk metropolity Bazylego i objął funkcję wikariusza katedry metropolitalnej św. Marii Magdaleny w Warszawie.
Od 1982 jest nauczycielem akademickim w ChAT, a od 1985 w Prawosławnym Seminarium Duchownym. 15 sierpnia 1987 objął funkcję rektora Prawosławnego Seminarium Duchownego. W 1995 uzyskał w ChAT stopień naukowy doktora. W 2008 objął w tej Uczelni stanowisku profesora nadzwyczajnego.
Jest współautorem publikacji pt. Specyfika polskiej terminologii prawosławnej. Koncepcja normatywizacji pisowni (inni autorzy: Abp Jakub (Kostiuczuk), ks. Marek Ławreszuk, ks. Włodzimierz Misijuk, Jarosław Charkiewicz), Wydawnictwo Uniwersytetu w Białymstoku, Białystok 2016, s. 140. Opublikował także: Prawo małżeńskie Kościoła prawosławnego, [w:] Prawo małżeńskie Kościołów chrześcijańskich w Polsce a forma wyznaniowa zawarcia małżeństwa cywilnego, red. Tadeusz J. Zieliński, Michał Hucał, Wydawnictwo Naukowe Chrześcijańskiej Akademii Teologicznej w Warszawie, Warszawa 2016 ISBN 978-83-60273-38-8, ss. 33–52.

## Odznaczenia
W 2015 został odznaczony Złotym Krzyżem Zasługi.